# Avro Canada CF-105 Arrow
Avro Canada CF-105 Arrow là một mẫu máy bay tiêm kích đánh chặn cánh tam giác, được hãng Avro Aircraft Limited (Canada) ở Malton, Ontario, Canada, thiết kế chế tạo, nó là thành quả của một nghiên cứu bắt đầu từ năm 1953. CF-105 được coi như thành tựu kỹ thuật và khí động học tiên tiến của ngành công nghiệp hàng không Canada, nó có thể đạt được tới vận tốc Mach 2 trên độ cao 50.000 ft (15.000 m), dự kiến nó sẽ được trang bị cho Không quân hoàng gia Canada (RCAF) với nhiệm vụ đánh chặn vào thập niên 1960.
Năm 1958, không lâu sau khi chương trình thử nghiệm bay bắt đầu, việc phát triển Arrow (bao gồm cả động cơ phản lực Orenda Iroquois của nó) đã bị bất ngờ ngừng lại và gây tranh cãi trước khi việc xem xét lại đề án được thực hiện, làm dây lên một cuộc tranh luận chính trị lâu dài và cay đắng.
Cuộc tranh cãi gây ra việc hủy bỏ và tiếp theo là tiêu hủy máy bay đang sản xuất, những điều đó mang lại một chủ đề cho cuộc tranh luận giữa các nhà sử học, quan sát chính trị và chuyên gia ngành công nghiệp. "Ảnh hưởng của hành động này đã đẩy Avro vào cảnh phá sản và làm phân tán kỹ sư tay nghề cao và nhân viên sản xuất… Sự kiện này là một chấn thương… và cho đến ngày nay, có rất nhiều sự thương tiếc về việc mất mát của Arrow."

## Quốc gia sử dụng
Canada
- Không quân Hoàng gia Canada – Arrow bị hủy bỏ trước khi đưa vào biên chế.[1]

## Tính năng kỹ chiến thuật (Arrow Mk 1)

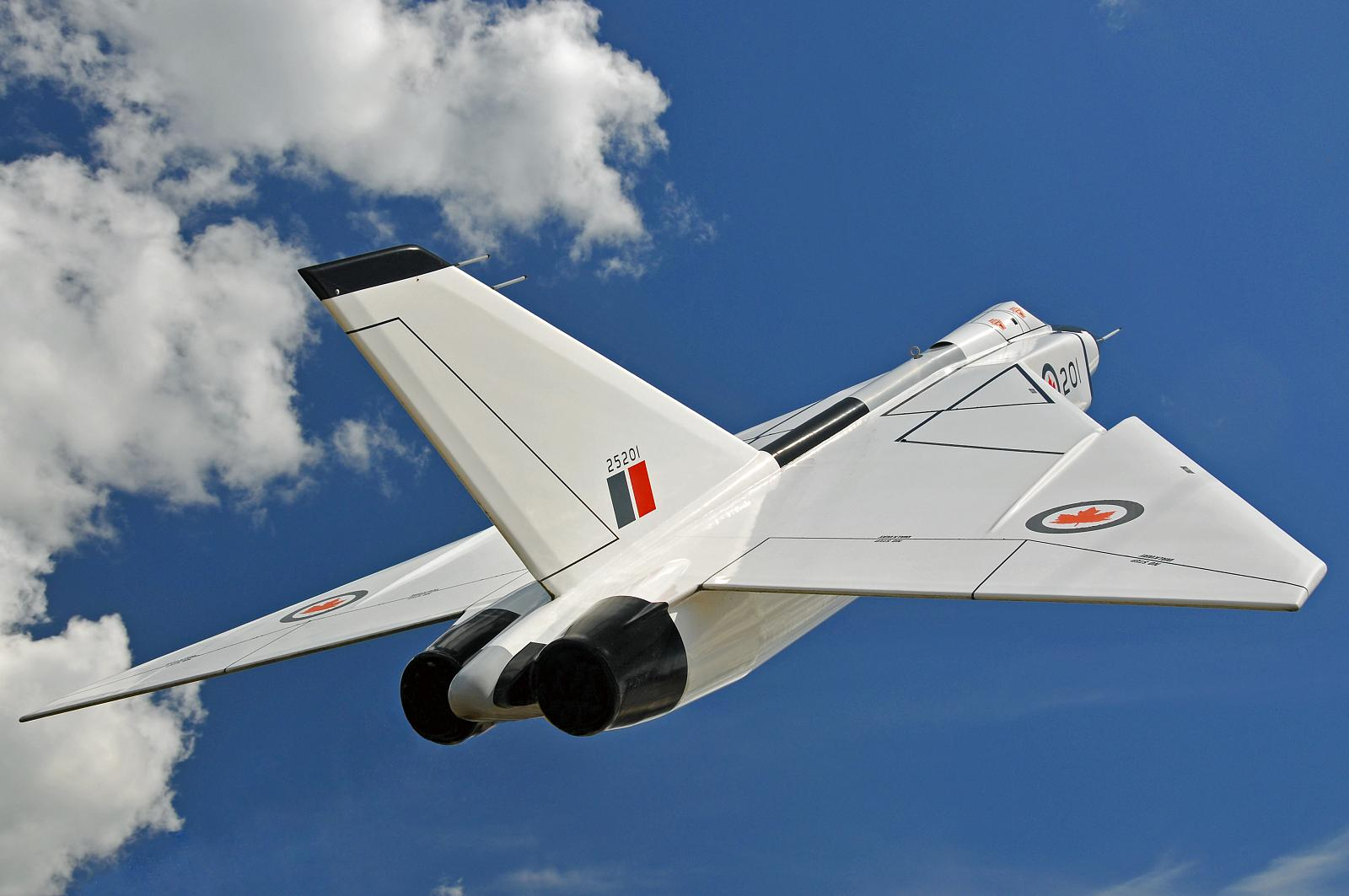
Avro CF-105 Arrow

Dữ liệu lấy từ The Great Book of Fighters, The Canadian Approach to All-Weather Interceptor Development, Avro Arrow: The Story of the Avro Arrow from its Evolution to its Extinction

### Đặc điểm riêng
- Tổ lái: 2
- Chiều dài: 77 ft 9 in (23,71 m)
- Sải cánh: 50 ft 0 in (15,24 m)
- Chiều cao: 20 ft 6 in (6,25 m)
- Diện tích cánh: 1.225 ft² (113,8 m²)
- Trọng lượng rỗng: 49.040 lb (22.245 kg)
- Trọng lượng có tải: 56.920 lb (25.820 kg)
- Trọng lượng cất cánh tối đa: 68.605 lb (31.120 kg)
- Động cơ: 2 động cơ tuabin Pratt & Whitney J75-P-3, lực đẩy 12.500 lbf (55,6 kN), ở chế độ tăng lực 23.500 lbf (104,53 kN) mỗi chiếc

### Hiệu suất bay
- Vận tốc cực đại: Mach 1,98 (1.307 mph, 2.104 km/h) trên độ cao 50.000 ft (15.000 m) [10]
- Vận tốc hành trình: Mach 0,91 (607 mph, 977 km/h) trên độ cao 36.000 ft (11.000 m)
- Bán kính chiến đấu: 360 hải lý (410 mi, 660 km)
- Trần bay: 53.000 ft (16.150 m)
- Lực nâng của cánh: 46,5 lb/ft² (226,9 kg/m²)
- Lực đẩy/trọng lượng: 0,825 khi có tải

### Vũ khí
- Rocket: 1–4 đạn phản lực mang đầu đạn hạt nhân AIR-2 Genie
- Tên lửa: 8 tên lửa AIM-4 Falcon, Canadair Velvet Glove; 2 tên lửa AIM-7 Sparrow II 2D

### Hệ thống điện tử
- Hệ thống điều khiển hỏa lực Hughes MX-1179

### Máy bay có tính năng tương đương
- Convair F-106 Delta Dart
- English Electric Lightning
- Lockheed YF-12A
- McDonnell F-101 Voodoo
- Mikoyan-Gurevich MiG-25
- North American XF-108 Rapier
- Saab 35 Draken
- Saunders-Roe SR.177